# Lupinus arcticus
Lupin arctique
Espèce
Lupinus arcticus, le lupin arctique, est une espèce de plantes à fleurs dicotylédones de la famille des Fabaceae, sous-famille des Faboideae, originaire du Nord-Ouest de l'Amérique du Nord.
Ce sont des plantes herbacées vivaces poussant en touffes de plusieurs tiges et pouvant atteindre 50 cm de haut. Les  fleurs bleues, rarement blanches, sont groupées en grappes pyramidales de 20 à 25 cm de long. Cette espèce est parfois cultivée comme plante ornementale pour sa floraison remarquable.

## Liste des variétés et sous-espèces
Selon Tropicos (11 septembre 2019) (Attention liste brute contenant possiblement des synonymes) :
- sous-espèces :
  - Lupinus arcticus subsp. arcticus
  - Lupinus arcticus subsp. canadensis (C.P. Sm.) D.B. Dunn
  - Lupinus arcticus subsp. subalpinus (Piper & B.L. Rob.) D.B. Dunn
- variétés  :
  - Lupinus arcticus var. arcticus
  - Lupinus arcticus var. cottonii (C.P. Sm.) C.P. Sm.
  - Lupinus arcticus var. humicola (A. Nelson) C.P. Sm.
  - Lupinus arcticus var. prunophilus (M.E. Jones) C.P. Sm.
  - Lupinus arcticus var. subalpinus (Piper & B.L. Rob.) C.P. Sm.
  - Lupinus arcticus var. tetonensis (E.E. Nelson) C.P. Sm.